# Yang Hucheng
Yang Hucheng (楊虎城T, 杨虎城S, Yáng HǔchéngP, Yang Hu-ch'engW) (Contea di Pucheng, 26 novembre 1893 – Chongqing, 6 settembre 1949) è stato un generale cinese durante il periodo dei signori della guerra, della Repubblica di Cina e del Kuomintang, durante la guerra civile cinese. Fu protagonista, unitamente a Zhang Xueliang, dell'incidente di Xi'an del 1936, quando rapì Chiang Kai-shek per firmare una tregua temporanea con i comunisti e combattere insieme contro i giapponesi nella Seconda guerra sino-giapponese.

## Biografia
Yang Hucheng si unì alla rivoluzione Xinhai in gioventù e divenne un signore della guerra della provincia di Shaanxi nel 1926. Dopo la sconfitta di Feng Yuxiang e Yan Xishan nella guerra delle Pianure centrali del 1930, Yang si alleò con il governo della Repubblica di Cina e divenne comandante dell'esercito nord-occidentale del Kuomintang. Nel 1935 ricevette l'ordine di distruggere con l'esercito di Zhang Xueliang la roccaforte del Partito Comunista Cinese (CPC) appena insediata a Yan'an, nel nordest, e sia Yang che Zhang Xueliang rimasero colpiti dalla risoluta capacità di difesa e combattimento dei comunisti, convincendosi della bontà della proposta comunista di una difesa cinese unita contro l'invasione giapponese.
Quando da entrambe le parti cessarono le ostilità, il presidente del Kuomintang Chiang Kai-shek volò a Xi'an, all'inizio di dicembre, per indagare sull'inattività. Nel seguente Incidente di Xi'an, generatosi quando Chiang rifiutò la proposta comunista di unire le forze contro i giapponesi, Yang e Zhang Xueliang fecero arrestare Chiang Kai-shek e lo tennero prigioniero fino a quando accettò un'alleanza tra il Kuomintang e i comunisti. Tornando alla capitale del Kuomintang a Nanchino, con Chiang Kai-shek, Zhang Xueliang venne arrestato al momento dell'arrivo.
Yang fu nuovamente e segretamente arrestato in seguito, rimanendo in prigione per oltre tredici anni, fino a quando Chiang Kai-shek ordinò che fosse giustiziato nel settembre 1949, insieme a sua moglie, ai suoi figli e ad alcuni dei suoi ufficiali, poco prima della presa comunista di Nanchino, avvenuta verso la fine della guerra civile cinese. Il Cimitero dei Martiri del Generale Yang Hucheng (杨虎城 烈士 陵园) si trova in Cina nel distretto di Chang'an. Alcuni dei membri della sua famiglia entrarono a far parte del CPC.